# Dramatrekant
Dramatrekanten (eller offertrekanten) er en sociologisk model for mellemmenneskelige forhold fremsat af den amerikanske psykiater Stephen B. Karpman. Trekanten kortlægger destruktive relationer i konfliktfyldte forhold, og den bruges inden for psykoterapi, især i transaktionsanalyse. Trekantens roller er Krænkeren, Offeret og Frelseren, idet alle tre rolleindehavere er ofre for egen manglende evne til at påtage sig ansvar for sit liv, og derfor på hver sin måde lægger såvel ansvar som skyld over på en anden.

## Teori
Som middel til at bearbejde konflikter udviklede den amerikanske psykiater Murray Bowen i midten af 1960-erne familieterapien, hvor trekantsdramaet er et vigtigt element: hvis man er kommet på kant med et familiemedlem, vil man ofte vælge også at involvere et andet familiemedlem i konflikten, sådan at spændingerne fordeles mellem tre personer i stedet for to. Disse trekanter kan bruges i mange sammenhænge, også på arbejdspladsen og andre sociale grupperinger, fordi de gør det nemmere at håndtere en konflikt med en anden person.
Karpman fandt på at bruge en trekant sat på spidsen til at demonstrere sådanne konflikter i forholdet mellem mennesker. Trekanten viser sammenhængen mellem personligt ansvar og magt i konflikterne, og de hertil knyttede destruktive og skiftende roller, som de involverede spiller. Trekantens spidser svarer til tre roller: Krænkeren og Frelseren (som begge føler sig som magtudøvere) foroven og Offeret (som føler sig magtesløs) forneden, dramaets tre aspekter eller manifestationer:
- Offeret har oftest selv valgt denne rolle, om end ubevidst, og føler sig her oprigtigt undertrykt, hjælpeløs og skamfuld, ude af stand til at gøre noget for at afhjælpe situationen, og vende denne håbløse tilstand til noget bedre, eller blot at forstå, hvad der sker. Offerets indstilling er: ”Stakkels mig!”[2]
- Frelseren (eller Redderen) har yndlingsreplikken "Lad mig hjælpe dig" og føler skyld, hvis ikke han/hun hjælper Offeret. Men hjælpen har en bagside, for den fastholder Offeret i denne rolle, idet Offeret bliver afhængig af Frelseren og ikke opmuntres til selv at påvirke sin situation og lære af sine fejl. Frelsere opnår med deres hjælp at fjerne opmærksomheden fra sig selv, for ved at bruge kræfterne på at hjælpe andre kan de glemme deres egne problemer og bekymringer, hvilket faktisk er drivkraften bag deres gerninger som Frelser.
- Krænkeren (eller Bøddelen) siger gerne "Det er altsammen din skyld!" og kommer således til at virke kontrollerende, bebrejdende, kritisk, undertrykkende, vred, autoritær og overlegen. Gennem sin adfærd føler Krænkeren sig betydningsfuld, urørlig og kompetent, og derved bliver vedkommendes eget ringe selvværd trængt i baggrunden.[7]

Eksempel på dramatrekant

Da far kommer fra arbejde, er mor og søn oppe at skændes:
- Vil du så se at få ryddet op på dit værelse,  siger moderen til sønnen (siger Krænkeren til Offeret).

- Åh skat, lad ham nu være, han har haft en lang dag i skolen, bryder faderen (Frelseren) ind.

Fortsættelse A:

- Du kunne nu godt for en gangs skyld hjælpe mig med at opdrage ham, han er også din søn, svarer moderen (og vender nu sin krænken mod faderen, som skifter rolle fra Frelser til Offer).
Fortsættelse B:

- Ja, hun er hele tiden efter mig, far, siger sønnen og langer ud efter moderen (og skifter rolle fra Offer til Krænker).
Fortsættelse C:

- Lad vær’ og bland dig, far, jeg er en stor dreng nu, siger sønnen (nu i rollen som Krænker over for faderen).
En dramatrekant skabes typisk, når en person påtager sig rollen som enten offer eller krænker, over for en anden person, som så udpeges til rollen som hhv krænker eller offer. Efter en tid vil en frelser føle sig tilskyndet til at slutte sig til parret, og trekanten er dannet. Rollerne behøver ikke være fastlåste, og typisk hopper trekantens deltagerne frem og tilbage mellem dem. Offeret kan begynde at spille frelser over for frelseren, som så fx skifter rolle til krænker. På denne måde kan dramaet i trekanten fortsætte i lang tid, fordi deltagerne hver især føler de får tilfredsstillet psykologiske behov, uden at de er klar over, de netop herved foruretter andre: deltagerne handler ud fra egoistiske behov, og ikke på en ansvarlig og altruistisk måde.
En dramatrekants deltagere vil ofte have en foretrukken rolle, når dramaet begynder, nemlig den rolle de spillede som børn i deres familie. Men som dramaet udvikler sig, vil deltagerne ofte skifte rolle, så at man i løbet af minutter, eller endda sekunder, kommer hele vejen rundt i trekanten.
Måden at slippe fri af dramatrekanten på er at nægte at spille sin rolle i en af trekantens spidser og i stedet bevæge sig mod trekantens centrum. Her mødes elementer fra hvert hjørne i en kombination af løsningsorienteret følsomhed, medfølelse og ansvarlighed. En måde at slippe ud af sin rolle er at imødegå sin modstander i trekanten med en modreaktion, som vil udstille og afsløre modstanderen, så at vedkommende også trækker sig fra sin rolle.

### Dansk
- Steen Rassing (2014): Offertrekanten - den dysfunktionelle dans i parforholdet, i familien eller på jobbet. e-bog, ISBN 978-8799686100

### Engelsk
- Emerald, David (2016): The Power of TED* (*The Empowerment Dynamic). Bainbridge Island: Polaris Publishing Group. ISBN 978-0996871808
- Emerald, David (2019): 3 Vital Questions: Transforming Workplace Drama. Bainbridge Island: Polaris Publishing Group. ISBN 978-0996871839
- Karpman, Stephen (2014): A Game Free Life. Self published. ISBN 978-0990586708
- Zimberoff, Diane (1989): Breaking Free from the Victim Trap. Nazareth: Wellness Press. ISBN 978-0962272806
- Harris, Thomas (1969): I'm OK, You're OK. New York: Galahad Books. ISBN 978-1578660759
- Berne, Eric (1966): Games People Play. New York: Ballantine Books. ISBN 978-0345410030
- West, Chris (2020): The Karpman Drama Triangle Explained. London: CWTK Publishing. ISBN 978-0993023361

### Dansk
- Offertrekanten, Børne- og Undervisningsministeriet Arkiveret 7. maj 2022 hos  Wayback Machine
- Dramatrekanten inden for ledelse, på lederweb.dk
- Dramatrekanten – Offer, redder, krænker; eksempel på terapeut-webside
- Offer-Krænker-Frelser Trekanten, spor.dk (Webside ikke længere tilgængelig)

### Engelsk
- karpmandramatriangle.com
- Lynne Forrest (juni 2008): The Three Faces of Victim – An Overview of the Victim Triangle